# Aérodrome de Sarlat - Domme
L’aérodrome de Sarlat - Domme (code OACI : LFDS) est un aérodrome civil, ouvert à la circulation aérienne publique (CAP), situé sur la commune de Domme à 11 km au sud de Sarlat-la-Canéda en Dordogne (région Nouvelle-Aquitaine, France).
Il est utilisé pour la pratique d’activités de loisirs et de tourisme (aviation légère, aéromodélisme et parachutisme).

## Histoire
- 1920 : Galmot, propriétaire du château de Montfort, atterrit sur le plateau avec un gros biplan.
- 1937 : Premier meeting à Vitrac.
- 1949 : Paul Roque organise un mini meeting à Groléjac.
- 1950 : Paul Roque et Pierre Geneste organisent un meeting sur la plate-forme actuelle. Ils ont déjà en tête l’Aéro-club du Sarladais.
- 1960 : Inauguration officielle de la piste le 21 juillet par le secrétaire d’État à l’Air, le préfet, les sous-préfets, les conseillers généraux, les maires, etc.
- 1963 : Construction d’un deuxième hangar et du bar-restaurant. Le cap des 1 000 h de vol est franchi.
- 1969 : Le club cède le terrain au syndicat intercommunal de gestion de l’aérodrome qui confie celle de la plate-forme à l’Aéro-club du Sarladais.
- 1976 : Réalisation de la piste en dur d’une longueur de 750 m, de la tour de contrôle et de divers bâtiments. Réalisation de la piste d’aéromodélisme.
- 1981 : Balisage lumineux de l’aire hélicoptère pour les évacuations sanitaires.
- 1982 : Année record : 2 227 h de vol et 16 000 mouvements.
- 1983 : Organisation du championnat de France de voltige radio-commandée.
- 1995 : Organisation du championnat de France de voltige radio-commandée Grands Modèles.
- 2000 : Installation du balisage lumineux de la piste, ce qui permet le vol à vue (VFR) de nuit[réf. souhaitée].

## Installations
L’aérodrome dispose de deux pistes orientées est-ouest (10/28) :
- une piste bitumée longue de 747 m et large de 20 ;
- une piste en herbe longue de 500 m et large de 30, accolée à la première et réservée aux ULM.

L’aérodrome n’est pas contrôlé. Les communications s’effectuent en auto-information sur la fréquence de 118,150 MHz.
S’y ajoutent :
- une aire de stationnement ;
- des hangars ;
- une station d’avitaillement en carburant (100LL) et en lubrifiant[note 1].

## Activités
- Aéroclub du Sarladais, qui organise, chaque premier dimanche du mois d'août, une fête de l'air.
- Parachutisme[5].

## Environnement
Sur les dix-sept hectares de l'emprise de l'aéroport, un recensement de la faune et de la flore a été effectué en 2021 en vue d'obtenir le label « Aérobio » créé par l'association Aéro Biodiversité. Ont notamment été répertoriés des sangliers et des lapins de garenne, 11 espèces de chauves-souris, 28 espèces de papillons et des dizaines d'autres espèces d'insectes, 39 espèces d'oiseaux et 156 espèces végétales.